# الک وا
الک وا (انگلیسی: Alec Waugh; ۸ ژوئیهٔ ۱۸۹۸ – ۳ سپتامبر ۱۹۸۱) یک رمان‌نویس اهل بریتانیا بود.